# Mestre Damasceno
Mestre Damasceno OMC, batizado como Damasceno Gregório dos Santos (Salvaterra, 1954), é um cantor, compositor e diretor artístico brasileiro. É mestre de Carimbó e criador do Búfalo-Bumbá de Salvaterra, folguedo junino derivado do auto do boi e que tem como figura central o búfalo marajoara.
Em 2012, Mestre Damasceno contabilizava mais de 400 composições de sua autoria. Em 2023, Mestre Damasceno teve sua obra declarada como patrimônio cultural imaterial do Estado do Pará.
Em 2025, Mestre Damasceno foi agraciado como Comendador da Ordem do Mérito Cultural (OMC), recebendo a honraria no Rio de Janeiro, em cerimônia Solene com a presença do Presidente da República e da Ministra da Cultura.

## Biografia
Mestre Damasceno viveu até os 13 anos de idade na comunidade quilombola de Salvá, em Salvaterra, onde seu pai, Theodomiro Pereira dos Santos, e seu avô, Antônio Paulo Pereira, eram colocadores (organizadores) de boi-bumbá. Mudou-se posteriormente para a sede do município, onde permaneceu até completar a maioridade, e em seguida para Belém, em busca de melhores de condições de vida.

Aos 18 anos, conseguiu um emprego na construção civil, mas após apenas três meses de trabalho, sofreu um grave acidente de trabalho que o fez perder a visão. De volta à casa, Mestre Damasceno passou por um longo processo de reabilitação, e no mesmo ano, recebeu seu primeiro título como colocador de boi-bumbá, em uma disputa de Bois ocorrida em Soure, Ilha de Marajó.

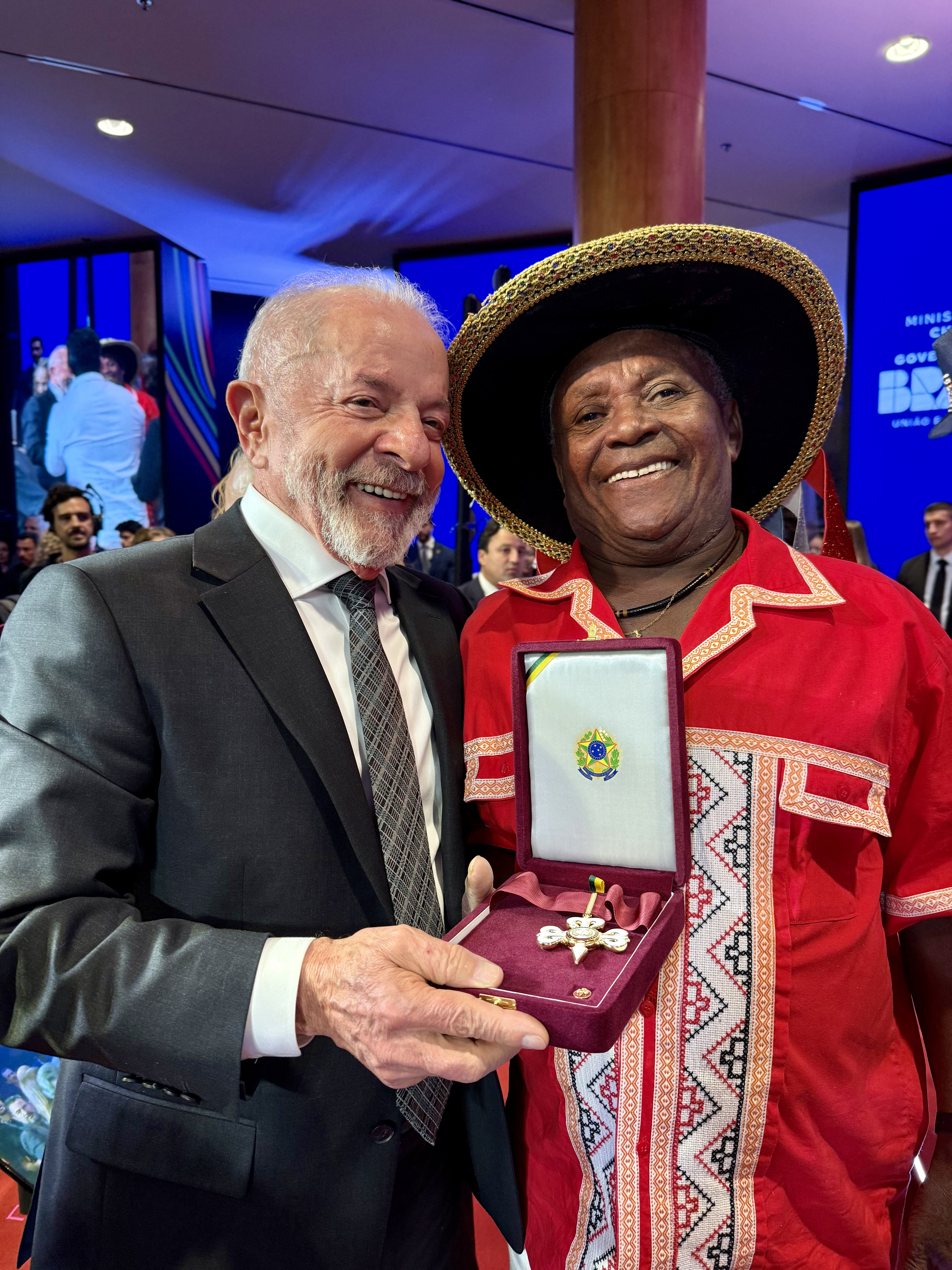
Presidente Lula e Mestre Damasceno - Ordem do Mérito Cultural, 2025. Foto: Guto Nunes.

Mais tarde, por meio do sindicato de trabalhadores rurais de Salvaterra, conseguiu obter uma aposentadoria por invalidez. Desde então, ele se reinventou em várias atividades, mas principalmente como cantor e compositor, seguindo a tradição cultural dos seus familiares.
Desta forma, além de criador do Búfalo-Bumbá na Ilha do Marajó, mestre Damasceno também é compositor e cantador de toada de boi, de Carimbó, de Lundu marajoara, xote, vaquejada, chula, samba, valsa e brega.  Também é repentista, faz rimas, é poeta, artesão, pescador e animador de velório.
Em 13 de junho de 2024 Mestre Damasceno completou 51 anos de atuação cultural no Marajó, realizando uma grande festa no seu tradicional Búfalo-Bumbá Junino, onde reuniu centenas de pessoas em um grande arraial, com a participação da comunidade, de alunos das escolas municipais, de idosos, adolescentes, jovens, e com alunos e professores da Associação de Deficientes, Pais e Amigos de Salvaterra - ADPAS, instituição com a qual tem parceria de longas datas. Mestre Damasceno realiza seu Folguedo Junino todo dia 13 de junho, desde o ano de 1973.

## O Búfalo-Bumbá de Mestre Damasceno

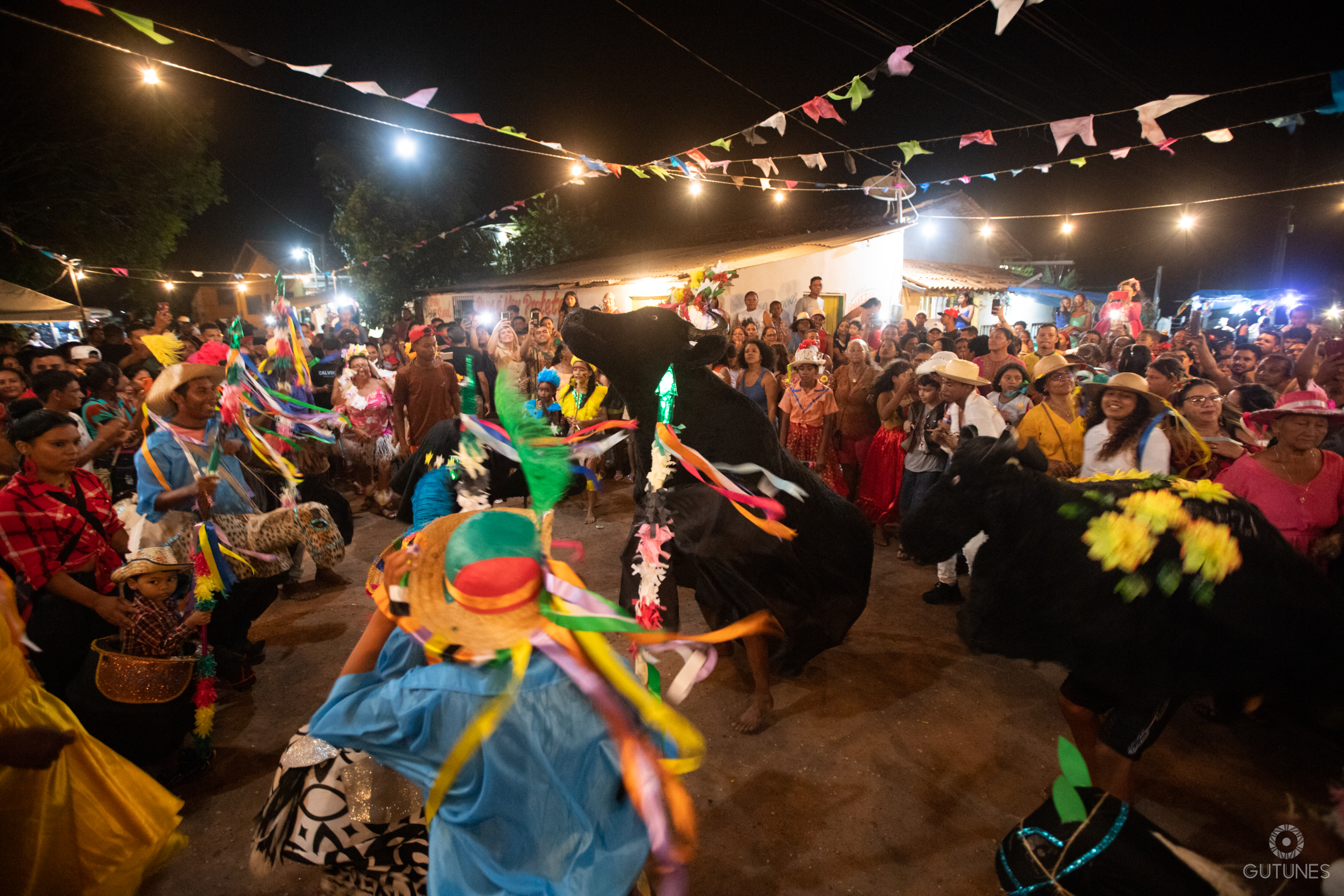
Manifestação tradicional do Búfalo-Bumbá, de Mestre Damasceno. Salvatera-Pará. Foto: Guto Nunes.

Mestre Damasceno é o criador do Búfalo-Bumbá, a brincadeira junina que iniciou como boi-bumbá no ano de 1973, e em homenagem à força e à tradição de criação de búfalos em terras do Marajó, ganhou o atual nome.
A ideia do Búfalo-Bumbá começou a germinar em 1989, com o Boi Bela Prenda, mas o nome surgiu somente em 2012, enquanto era rodado o documentário Mestre Damasceno – O Resplendor da Resistência Marajoara, de Guto Nunes. A apresentação do Búfalo-Bumbá é uma manifestação de teatro popular, em que o Mestre escreve os enredos e os diálogos, bem como participa da criação dos figurinos.
Em 2002, a falta de apoio governamental para a atividade cultural do Boi-Bumbá quase fez Mestre Damasceno desistir da função de colocador. Felizmente, foi demovido dessa decisão por seu amigo Guto Nunes. Nos anos seguintes, o incentivo chegou na forma de prêmios da Secretaria da Identidade e Diversidade Cultural, do Ministério da Cultura, os quais ele ganhou em 2009 e 2017. Também recebeu o Prêmio Mestre da Cultura Popular do Estado do Pará – SEIVA, da Fundação Cultura do Pará – Tancredo Neves, em 2015, e foi reconhecido como Mestre do Carimbó em 2017 pelo Instituto do Patrimônio Histórico e Artístico Nacional (IPHAN), além de receber inúmeras outras homenagens e premiações simbólicas.

## O Conjunto de Carimbó Nativos Marajoara
Mestre Damasceno começou a fazer Carimbó mais tarde, em meados de 1986. Chegou a tocar junto com o Grupo Paracauary e também com o Grupo Marauanases. À época, compôs a Dança do Abacaxi, que foi muito bem recebida pelo público. Em 1999, Mestre Damasceno participou do CD “Salvaterra Canta Carimbó”, com 4 faixas. Também participaram desse CD o Mestre Robledo (Salvaterra), Mestre Ronaldo Silva (Belém) e Pinduca (Belém). Mestre Damasceno também participou do Grupo Mbarayó.
Após a sua seleção e participação no Terruá Pará, Mestre Damasceno fundou o seu próprio grupo no dia 21 de agosto de 2013, o Conjunto de Carimbó Nativos Marajoara, e seguem juntos até hoje, já tendo gravado 4 álbuns musicais.
O Conjunto Nativos Marajoara é formado por Arivaldo Pampolha (banjo e voz), Agnaldo Vasconcelos (percussão), Francisco Jr. (percussão), Anderson Gonçalves (percussão), Ivanelson Trindade (percussão), Naldo Modesto (percussão), David Santos (violão e flauta) e Emerson Miranda (saxofone), além de Mestre Damasceno, líder do grupo.

## O CarimBúfalo de Mestre Damasceno

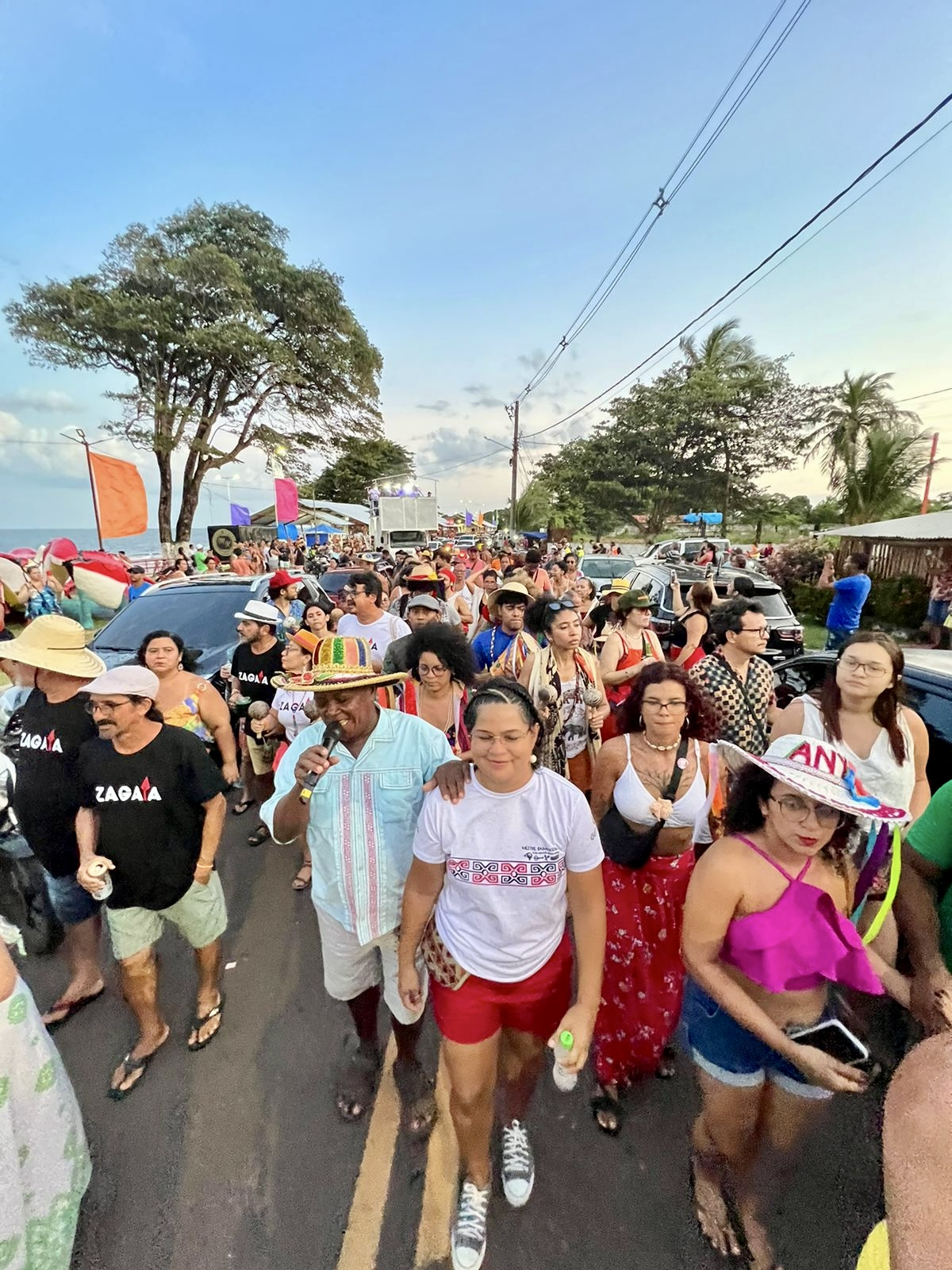
Carimbúfalo de Mestre Damasceno na programação da Prefeitura de Salvaterra, 2024.

O Cortejo do Carimbúfalo é uma manifestação cultural criada por Mestre Damasceno, que combina elementos do Carimbó e do Búfalo-Bumbá, resultando em cortejos culturais que percorrem as ruas de Salvaterra, e que conta com a adesão da comunidade local, visitantes, os afigurados do Búfalo-Bumbá, os boizinhos, artistas, músicos de Mestre Damasceno e brincantes do Búfalo-Bumbá. A manifestação recebeu esse nome em 2017 (mas o Cortejo já existia antes).
O Carimbúfalo vai às ruas especialmente no mês de julho, tempo de férias escolares (período em que Salvaterra recebe muitos visitantes), mas  também pode percorrer a cidade em qualquer mês do ano, em feriados e em outras datas especiais, a depender da vontade do realizador, Mestre Damasceno.
Os participantes costumam levar seus instrumentos musicais e ajudar a compor o cortejo musical, sempre liderado pelo Mestre e seus convidados, como Mestre Robledo, Mestre César Regatão, Luizinho Lins, Boi Marronzinho, Caio Guedes, Mestre Lourival Igarapé, Cruzeirinho, Tia Amélia, Tambores do Pacoval, entre outros, que cantam toadas de Boi-Bumbá e músicas tradicionais do Marajó. Também participaram do Carimbúfalo os finados e famosos Mestre Zampa (Quilombo do Barro Alto - Salvaterra) e Mestre Dikinho (Soure).

## O Festival de Boi-Bumbá de Mestre Damasceno

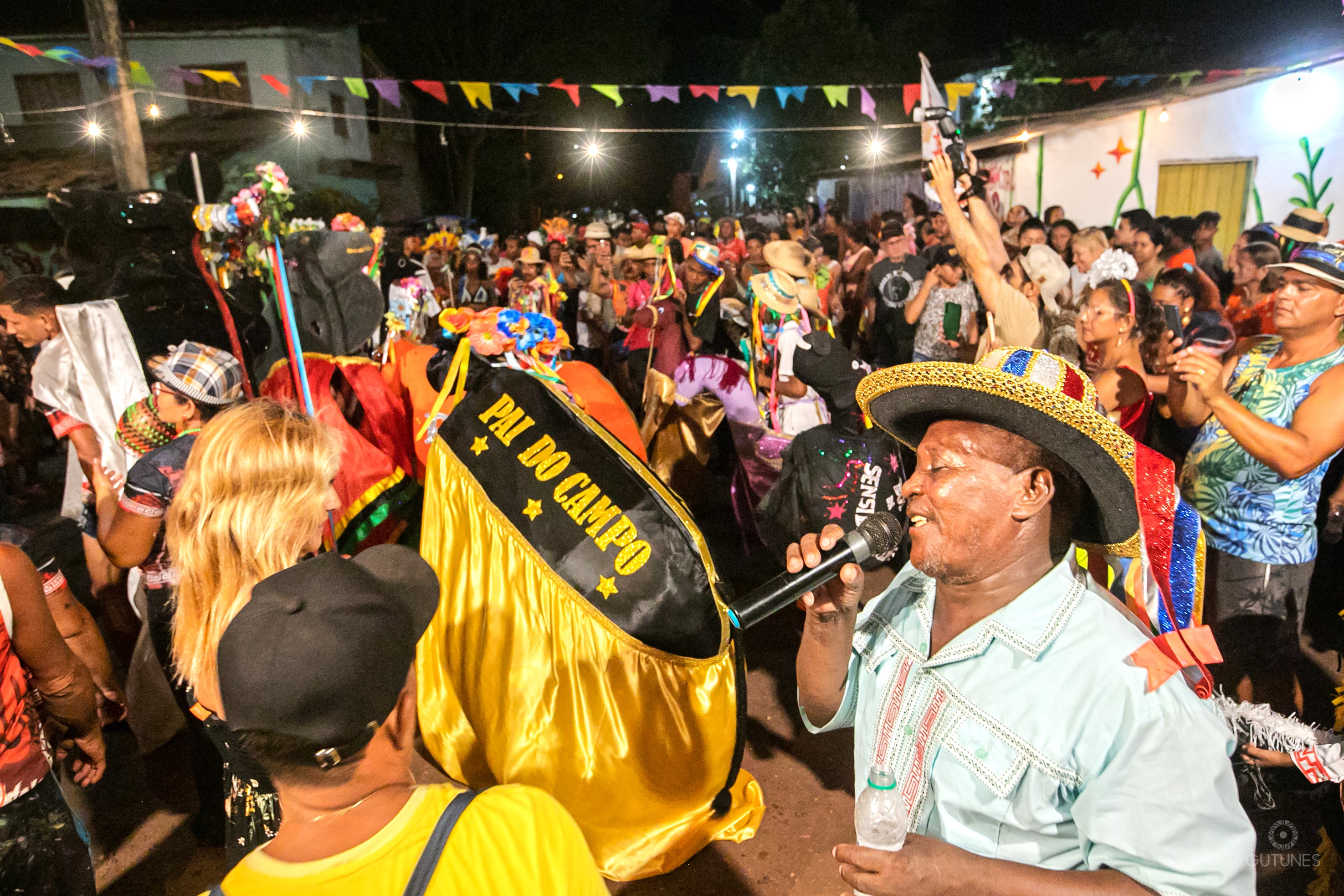
Festival Marajoara de Boi-Bumbá, de Mestre Damasceno. Salvaterra-Marajó.

O Festival de Boi-Bumbá de Mestre Damasceno é um festival marajoara que era uma antiga vontade de Mestre Damasceno, e tem o objetivo de reunir e incentivar os colocadores de Boi-Bumbá da região de Salvaterra e suas Comunidades Quilombolas para, dessa forma, preservar e salvaguardar a brincadeira popular marajoara.
O Festival teve sua 1ª edição em 2023, quando Mestre Damasceno completou 50 anos de atuação cultural com o seu Búfalo-Bumbá (e 69 anos de idade), trazendo uma larga experiência na brincadeira popular de rua e já tendo formado muitos amos e madrinhas de bois-bumbás.

## Homenagens, honrarias e condecorações
Em fevereiro de 2023, Mestre Damasceno viveu um de seus grandes momentos ao desfilar na Marquês de Sapucaí pela escola de samba Paraíso do Tuiuti. O samba-enredo O Mogangueiro da Cara Preta celebrou a chegada dos búfalos à Ilha de Marajó e trouxe o artista como destaque em um dos carros alegóricos. Embora a Tuiuti tenha obtido apenas um modesto 8º lugar no desfile de 2023, Mestre Damasceno foi recebido como um campeão em seu retorno à Salvaterra, tendo a comunidade acompanhado seu desfile num carro aberto.

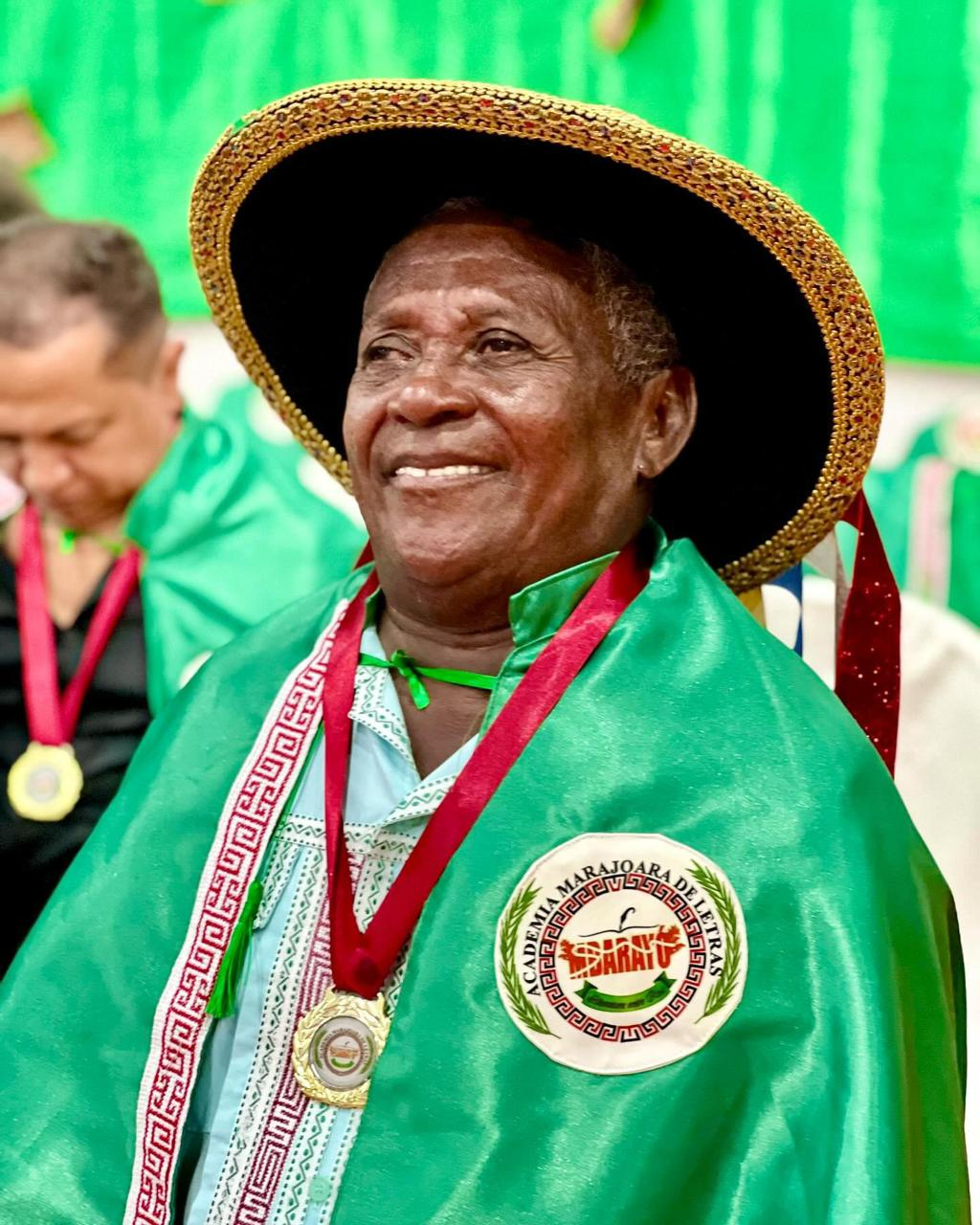
Mestre Damasceno. Membro fundador da Academia Marajoara de Letras. Solenidade em Ponta de Pedras, Marajó, Pará, 2024. Foto: Guto Nunes.

Em novembro do mesmo ano, Mestre Damasceno foi homenageado com a Comenda Eneida de Moraes, concedida pelo Departamento de Patrimônio Histórico Artístico e Cultural do Estado do Pará (DPHAC/SECULT/PA). A Comenda Eneida da Moraes é uma homenagem a Pessoas de Pertença do Patrimônio Cultural do Estado do Pará, que contribuem na preservação e valorização do Patrimônio Cultural do Estado, e visa reconhecer pessoas e entidades que se destacam por seus relevantes serviços e atuações em prol da democratização da cultura do Estado. Mestre Damasceno recebeu a Comenda das mãos do sr. Bruno Chagas, Secretário Adjunto da Secretaria de Cultura do Pará, e da sra. Cristina Vasconcelos, Superintendente Estadual do Instituto do Patrimônio Histórico e Artístico Nacional. 

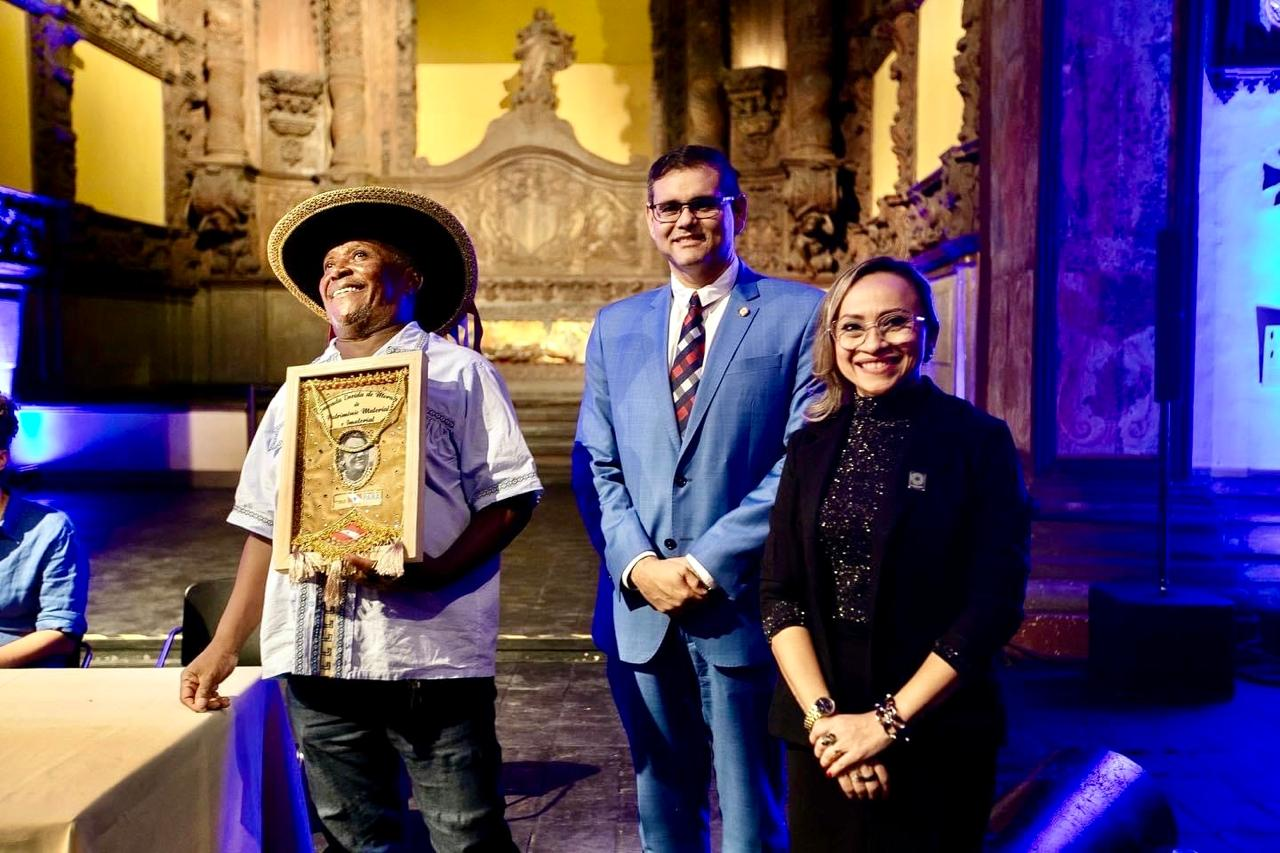
Mestre Damasceno recebendo a Comenda Eneida de Moraes, concedida pelo Departamento de Patrimônio Histórico Artístico e Cultural do Estado do Pará, Secult/Pará. Belém, 2023. Foto: Guto Nunes.

Também em 2023, Mestre Damasceno teve sua obra declarada como patrimônio cultural de natureza imaterial do Estado do Pará, por meio da Lei nº 10.141/2023. A lei, e autoria do deputado Elias Santiago (PT), foi aprovada por unanimidade pela Assembleia Legislativa do Pará no dia 18 de outubro de 2023. Após, foi sancionada pelo Governador Helder Barbalho no dia 13 de novembro de 2023.
Ainda em 2023, Mestre Damasceno recebeu a Medalha de Mérito Cultural e Patrimônio de Belém (Medalha Mestre Verequete) e o Título Honorífico de Cidadão de Belém, pelos relevantes serviços prestados à Amazônia e especialmente a Belém, em Sessão Especial de Homenagem e Honraria ocorrida na Câmara Municipal de Belém.

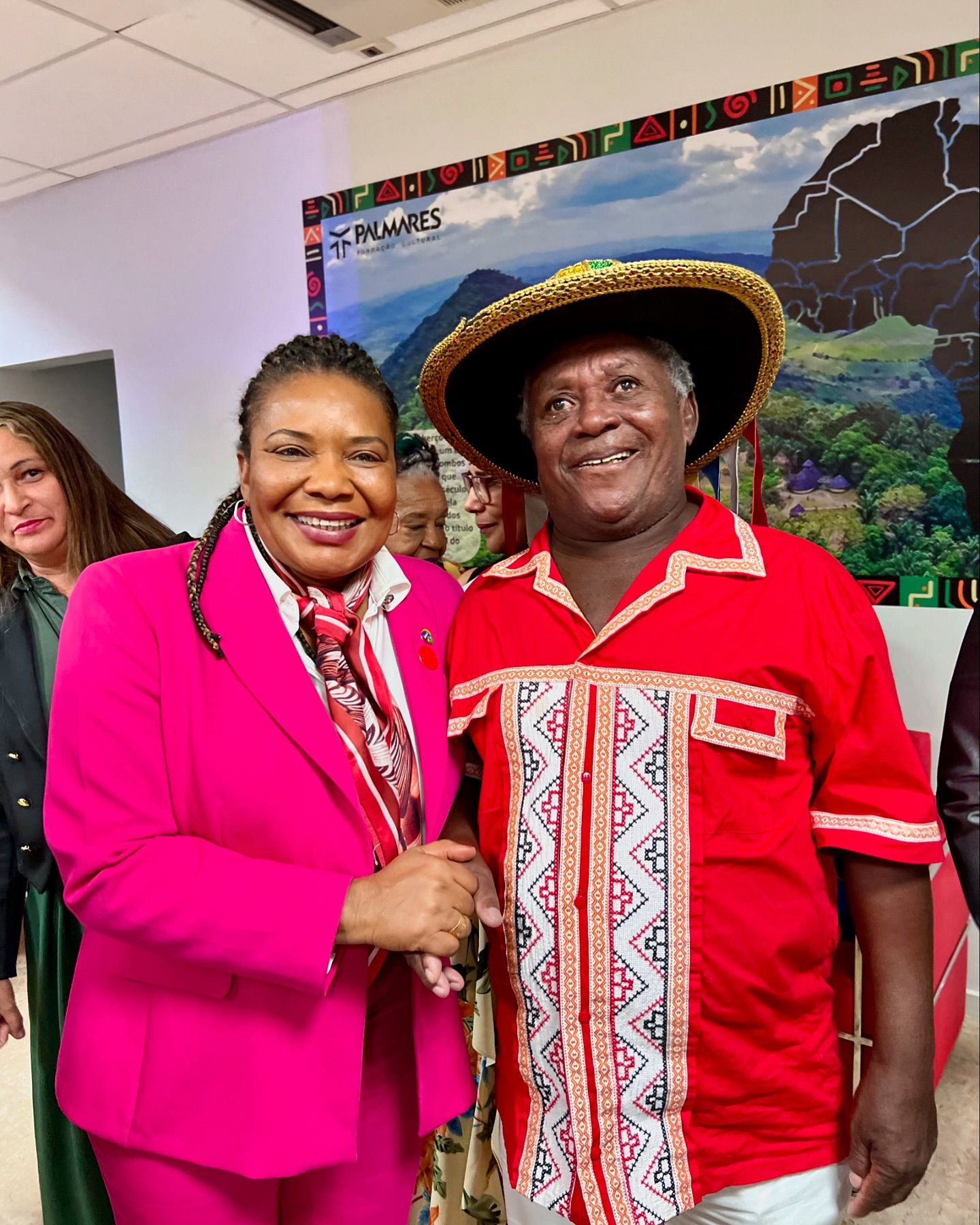
Margareth Menezes, Ministra da Cultura, e Mestre Damasceno. Fundação Cultural Palmares. Foto: Guto Nunes.

Em fevereiro de 2024, Mestre Damasceno foi empossado como imortal na Academia Marajoara de Letras, de onde é membro fundador, representando a Tradição e Poesia Oral por meio de suas composições, suas histórias, produções artísticas e seu legado familiar de colocadores de bois-bumbás no município de Salvaterra, que faz parte do Arquipélago do Marajó. A cerimônia de Fundação da Academia Marajoara de Letras aconteceu em Ponta de Pedras, no dia 24 de fevereiro de 2024.

Em maio de 2024, Mestre Damasceno teve seu álbum musical Búfalo-Bumbá (2023) indicado no Prêmio da Música Brasileira, como Melhor Lançamento Regional. O mestre não esteve presente na cerimônia, que aconteceu no Theatro Municipal do Rio de Janeiro, pois a data era muito próxima do seu tradicional Búfalo-Bumbá Junino, mas foi representado pelo seu produto musical, Léo Chermont.

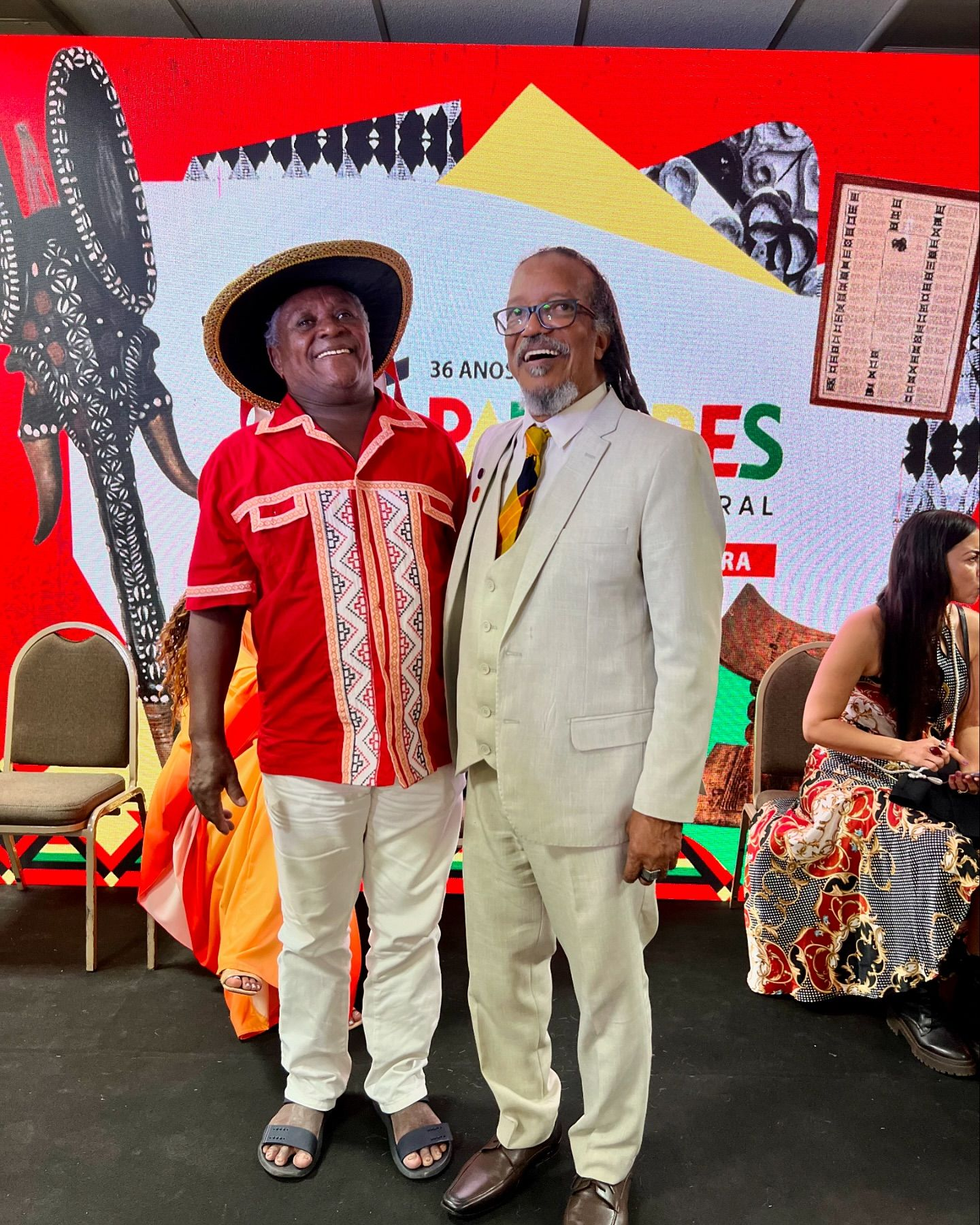
Mestre Damasceno e João Jorge Rodrigues, presidente da Fundação Cultural Palmares. Foto: Guto Nunes.

Em agosto de 2024, Mestre Damasceno foi convidado para participar dos eventos comemorativos pelos 36 anos de história da Fundação Cultural Palmares, que aconteceram no período de 21 a 23 de agosto, em Brasília.
Em agosto de 2024, o Governo do Estado do Pará declarou, por meio da Secretária de Cultura do Pará, Úrsula Vidal, que Mestre Damasceno será homenageado na 28º edição da Feira do Livro e das Multivozes (2025), ao lado da escritora e poeta Wanda Monteiro. A Feira do Livro e das Multivozes é um evento do Governo do Estado, de grande vulto e repercussão, que acontece anualmente na cidade de Belém do Pará, recebendo cerca de 450 mil pessoas durante o período de uma semana, no Hangar Convenções e Feiras da Amazônia.
Em março de 2025, Mestre Damasceno desfilou na Marquês de Sapucaí pela Escola de Samba Grande Rio, do grupo especial do Rio de Janeiro, levando o samba-enredo "Pororocas Parawaras: As Águas dos meus Encantos nas Contas dos Curimbós", de sua autoria e de seus parceiros Ailson Picanço, Davison Jaime, Tay Coelho e Marcelo Moraes, todos paraenses. O samba-enredo caiu no encanto do público e levou nota máxima de todos os jurados, além de vencer os prêmios Estrela do Carnaval, Melhores do Carnaval e Troféu Sambario
Em 20 de maio de 2025 Mestre Damasceno foi agraciado como Comendador da Ordem do Mérito Cultural (OMC), a maior honraria pública concedida pelo Ministério da Cultura, em reconhecimento por sua notável trajetória artística e sua atuação na preservação e promoção da cultura tradicional na Ilha do Marajó, no Pará.
Na ocasião, em entrevista para a Agência Pará, do Governo do Estado, Mestre Damasceno declarou:
“É com grande alegria que recebo a Ordem do Mérito Cultural. Trago comigo tudo o que aprendi com meus pais e avós, ancestrais quilombolas. São mais de 50 anos dedicados às tradições culturais marajoaras, e hoje colho os frutos de uma vida inteira de trabalho. Espero fazer ainda mais.”— Mestre Damasceno

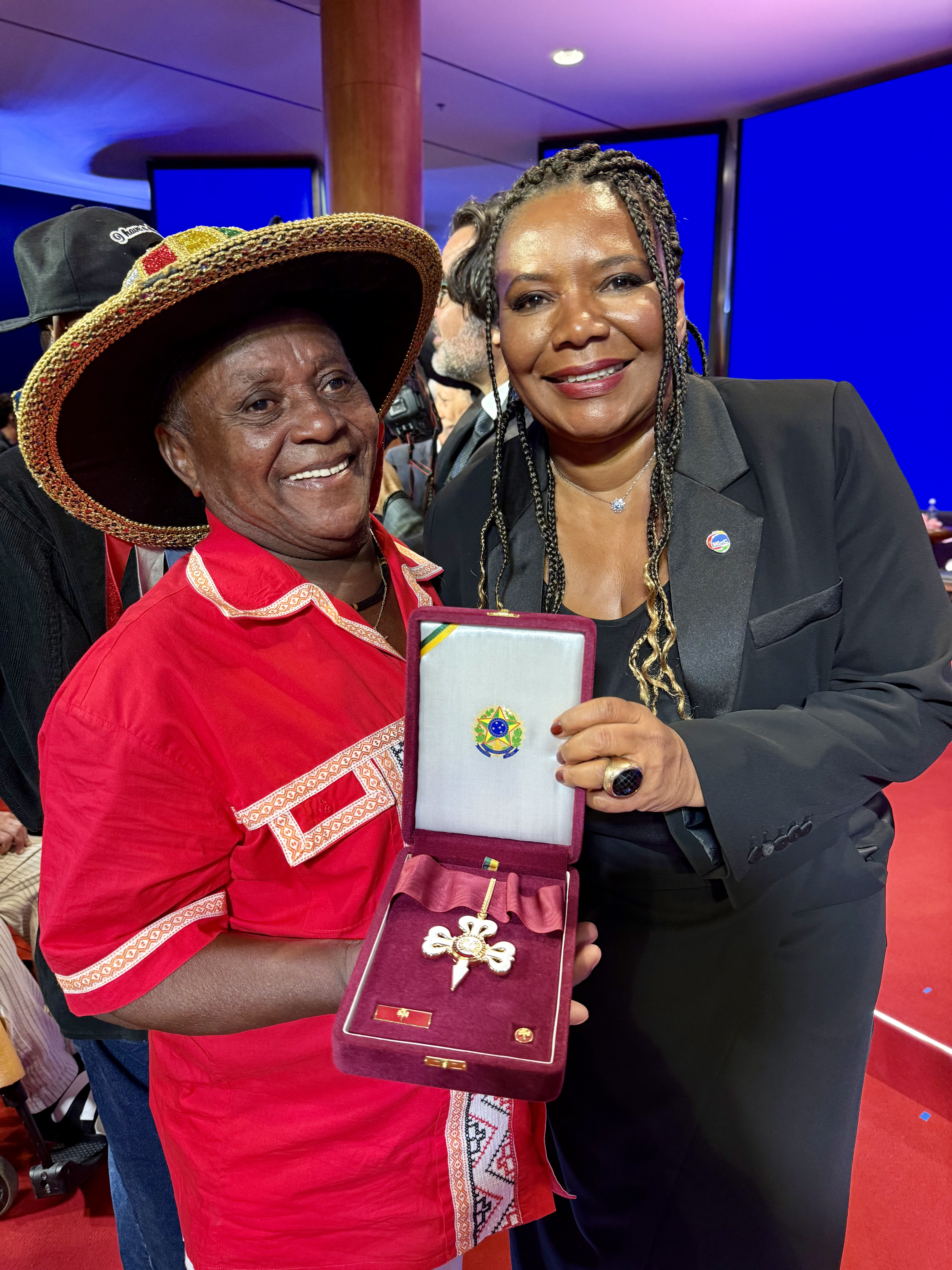
Ministra Margareth Menezes e Mestre Damasceno. Ordem do Mérito Cultural, 2025. Foto: Guto Nunes.

Na mesma reportagem, a Secretaria de Estado de Cultura do Pará (Secult), na figura do secretário em exercício, Bruno Chagas, comemorou o reconhecimento, afirmando que:
“Mestre Damasceno é uma das maiores expressões vivas da cultura amazônica. Celebrá-lo é celebrar a cultura marajoara e paraense. A Ordem do Mérito Cultural é mais que justa, pois representa o reconhecimento nacional a quem dedica a vida a manter viva a memória, a arte e os saberes do povo do Marajó”— Bruno Chagas
A medalha foi entregue em cerimônia oficial, no Palácio Gustavo Capanema, no centro do Rio de Janeiro, com a presença do presidente Lula e da ministra da Cultura, Margareth Menezes. A edição de 2025 da Ordem do Mérito Cultural marca a retomada da premiação, suspensa desde 2019. Neste ano, além das 112 pessoas físicas, 14 instituições culturais também serão homenageadas. As indicações foram feitas por meio de consulta pública, que recebeu mais de 11 mil sugestões da sociedade civil. A cerimônia foi transmitida ao vivo pelo canal do Governo Federal no YouTube.

## Discografia
- Salvaterra Canta Carimbó (1999) - participação, com 4 canções
- Poesia e Reflexões (2013)
- Terruá Pará (2013) - participação, com 2 canções
- Canta o Encanto do Marajó (2020)
- Encontro D’água (2022) - com participação especial de Dona Onete[85]
- Búfalo-Bumbá (2023)[86]
- Chegou Meu Boi (2023)[87]

## Videoclipes
- Feira do Veropa (Direção e Produção)[88]

- Beleza Rara (Direção e Produção)[89]

## Filmografia
- Em 2007, foi tema do curta Documentário Mestre Damasceno, do pesquisador Guto Nunes, participando do Claro Curtas;
- Em 2012, foi tema do Documentário Mestre Damasceno - O Resplendor da Resistência Marajoara, do pesquisador Guto Nunes, lançado em 2013;[90][91][92]
- Em 2012, foi tema do curta Documenta | Mestre Damasceno, de Priscilla Brasil;[93]
- Em 2016, foi tema do curta Sonora Pará - Mestre Damasceno, por Guto Nunes, da Rede Cultura de Televisão, dirigido por Guto Nunes;[94][95]
- Em 2018, foi um dos temas do Documentário Amazônia Groove, de Bruno Murtinho;[96]
- Em 2019, foi tema do documentário A Invenção do Búfalo, da série Visceral Brasil - As Veias Abertas da Música;[97]
- Em 2022, foi tema do Documentário O Boi-Bumbá de Salvaterra e suas Comunidades Quilombolas (Documentário), do diretor e pesquisador Guto Nunes, lançado em 2023;[98][99][100]
- Em 2023, participou do Episódio Ilha de Marajó, da Série Avisa Lá Que Eu Vou, de Paulo Vieira, da GloboPlay.[101][102]